# Dorothea Trudel

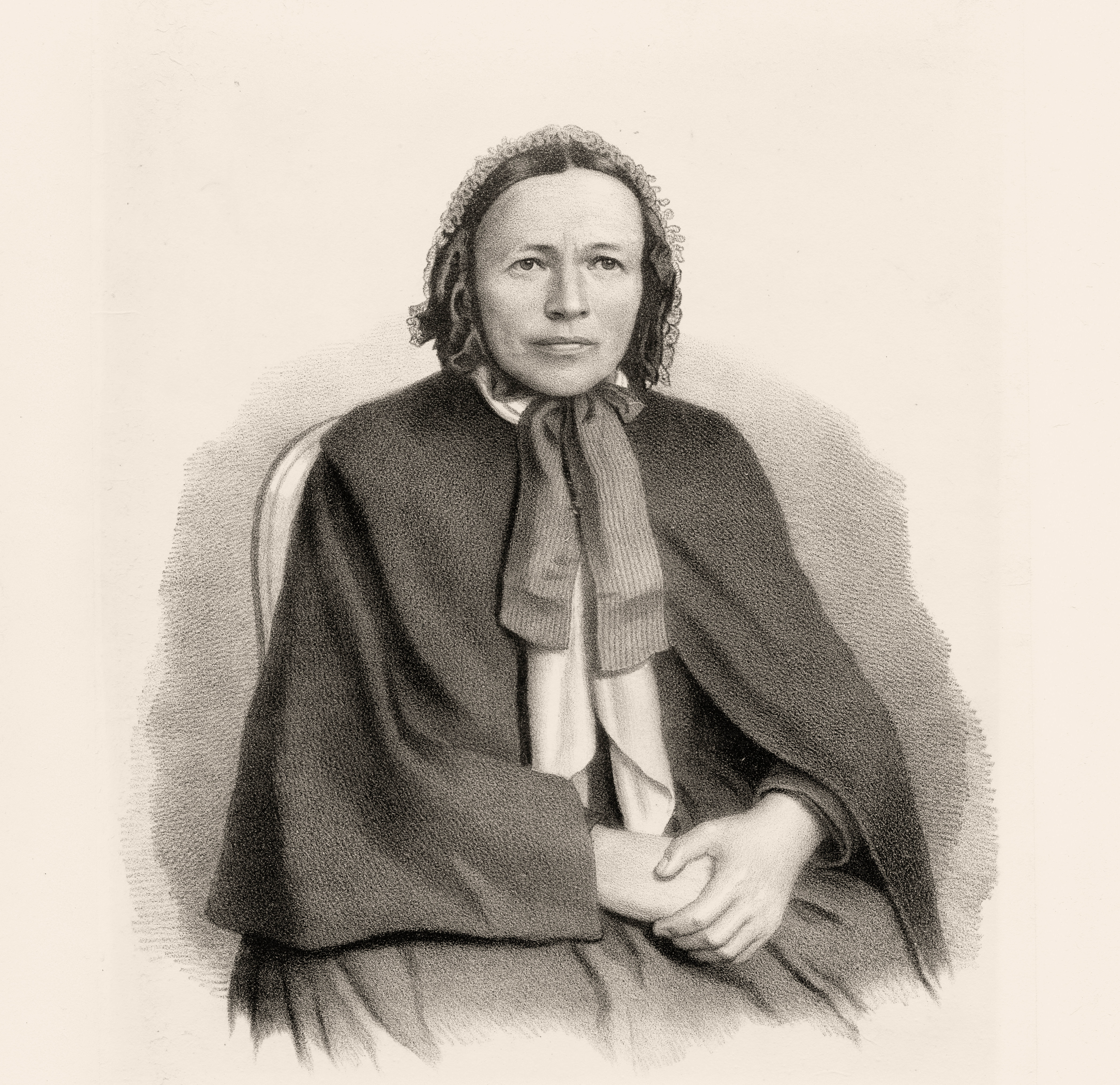
Dorothea Trudel

Dorothea Trudel, genannt Döte und Jungfer Trudel (* 27. Oktober 1813 in Hombrechtikon; † 6. September oder 20. September 1862 in Männedorf), war eine Seelsorgerin aus der Schweiz, die der Heiligungsbewegung nahestand. Sie gründete 1854 eine Gebets- und Heilanstalt, die nach ihrem Tod als Zellersche Anstalten, 1925 als Anstalt Elim und 1951 als Bibelheim Männedorf am Zürichsee bekannt wurden.

## Leben
Dorothea Trudel war eines von elf Kindern des Gemeindeweibels Jakob Trudel und seiner Frau Dorothea, geborene Erzinger. Der Vater war Alkoholiker, dadurch hatte sie eine schwere Kindheit. Sie musste in einer Seidenweberei arbeiten und bekam bereits in frühen Jahren eine ausgeprägte Skoliose (Rückgratverkrümmung) mit der Folge einer Verkrüppelung des Brustkorbs. Eine starke Prägung erhielt sie durch ihre gläubigen Grosseltern und ihre glaubensstarke Mutter. Ihre Behinderung brachte sie dazu, dass sie sich ganz besonders dem christlichen Glaubensleben widmete, während sie sich zunächst als Hilfsarbeiterin in einer Kunstblumenfabrik ihren Lebensunterhalt verdiente. Sie besuchte die sonntäglichen Gottesdienste von Pfarrer Jakob Ludwig Fay in Rapperswil, die Versammlungen der Herrnhuter Brüdergemeine in Männedorf und später die der Darbysten. Der Glaube an Jesus Christus war für sie mit umfassender Liebe verknüpft, und sie begann für Menschen zu beten, und durch ihr Gebet mit Handauflegung wurden viele Menschen geheilt.
In Männedorf gründete sie 1854 eine Aufnahmeeinrichtung für psychisch und physisch Kranke und erweiterte sie 1857 und 1859. Die Häuser dafür hatte sie teils von einem Onkel geerbt. Es gab gemeinsame Mahlzeiten und Andachten, sie führte Seelsorgegespräche und betete mit ihren kranken Gästen. Heilung fanden hier zum Beispiel Elias Schrenk und Arnold Bovet, Otto Stockmayer erhielt ihren persönlichen Segen zu seinem Predigt- und Seelsorgedienst. Ein Prozess wegen unerlaubter ärztlicher Tätigkeit, der 1857 vom Zürcher Nervenarzt Christoph Ernst Bach und später vom Meilener Bezirksarzt Dändliker angestrengt wurde, endete 1861 in zweiter Instanz mit einem Freispruch durch das Zürcher Obergericht, da ihr nichts Verbotenes nachgewiesen werden konnte. Etwa 150 Personen schickten Berichte an das Gericht über eine erfolgte Heilung durch ihr Gebet. Die Behörden gaben ihrer Einrichtung dann den Namen Gebets- und Heilanstalt. Im September 1862 verstarb sie nach kurzer Krankheit an Typhus, nachdem sie selbstlos Typhuskranke gepflegt hatte; verschiedene Quellen geben als Todestag den 6. September oder den 20. September an.
Nach Dorothea Trudels Tod wurde die heute noch bestehende Anstalt durch ihren Pflegesohn und Mitarbeiter Samuel Zeller (1834–1912) weitergeführt, der bereits 1857 als Gast bei ihr körperliche und seelische Heilung erlebt hatte und 1861 ihr Vermögen erben konnte. Es erfolgte eine Erweiterung auf drei Häuser mit Kapelle und Wohnkolonie, wobei auch Betsy Meyer (1831–1912), Schwester des Schriftstellers Conrad Ferdinand Meyer, ab 1880 ein Haus führte.

## Wirkungsgeschichte
Trudel hatte mit ihren Glaubensheilungen einen wesentlichen Einfluss auf viele Personen der Heiligungsbewegung in der Schweiz, in Deutschland, in England und sogar in den USA. Elias Schrenk, Franz Eugen Schlachter, Adoniram Judson Gordon und später John G. Lake erkannten an, dass Dorothea Trudel die Gabe der Krankenheilung in apostolischer Art gehabt habe.

## Schriften
- Zwölf Hausandachten gehalten von Jungfrau Dorothea Trudel selig, C. F. Spittler, Basel 1863; Legare Street Press, 2022, ISBN 978-1-01-595188-4 und ISBN 978-1-01-645338-7.
- Or, the Prayer of Faith, 1865; True World of Books, Delhi 2020, ISBN 978-0-461-63724-3.[13]
- Dorothea Trudel und Samuel Zeller in Männedorf nachgedruckten Nachrichten und aus eigener Anschauung kurz dargestellt, Vomhoff, Strassburg 1866.